# Championnat de France des rallyes 1983
Navigation
Édition précédente Édition suivante
Le championnat de France des rallyes 1983 fut remporté par Guy Fréquelin sur Opel Ascona 400 (1 épreuve) et Opel Manta 400. C'est la première victoire d'un pilote Opel dans ce championnat.

## Rallyes de la saison 1983
| N° | Dates                     | Rallye                    | Vainqueur        | Copilote                | Voiture         |
| 1  | 5 mars-6 mars             | Rallye Lyon-Charbonnières | Guy Fréquelin    | Jean-François Fauchille | Opel Ascona 400 |
| 2  | 9 avril-10 avril          | Critérium Alpin           | Bruno Saby       | Chris Williams          | Renault 5 Turbo |
| 3  | 5 mai-7 mai               | Tour de Corse             | Markku Alén      | Ilkka Kivimäki          | Lancia 037      |
| 4  | 21 mai-22 mai             | Rallye Terre de Provence  | Bruno Saby       | Chris Williams          | Renault 5 Turbo |
| 5  | 11 juin-12 juin           | Rallye des Garrigues      | Guy Fréquelin    | Jean-François Fauchille | Opel Manta 400  |
| 6  | 26 juin-27 juin           | Rallye du Pays Basque     | Guy Fréquelin    | Jean-François Fauchille | Opel Manta 400  |
| 7  | 9 juillet-10 juillet      | Rallye des 1000 Pistes    | Guy Fréquelin    | Jean-François Fauchille | Opel Manta 400  |
| 8  | 19 septembre-23 septembre | Tour de France automobile | Guy Fréquelin    | Jean-François Fauchille | Opel Manta 400  |
| 9  | 14 octobre-16 octobre     | Rallye d'Antibes          | Jean-Luc Thérier | Michel Vial             | Renault 5 Turbo |
| 10 | 26 novembre-27 novembre   | Rallye du Var             | Guy Fréquelin    | Jean-François Fauchille | Opel Manta 400  |

## Classement du championnat
| Place | Pilote                    | Voiture                          | Points | 1   | 2   | 3  | 4   | 5   | 6   | 7   | 8   | 9   | 10  |
| ----- | ------------------------- | -------------------------------- | ------ | --- | --- | -- | --- | --- | --- | --- | --- | --- | --- |
| 1er   | Guy Fréquelin             | Opel Ascona 400 & Opel Manta 400 | 135    | 1er | 2e  | ab |     | 1er | 1er | 1er | 1er | 2e  | 1er |
| 2e    | Bruno Saby                | Renault 5 Turbo                  | 93     | 3e  | 1er | 5e | 1er | 2e  | 5e  | 2e  | ab  | ab  |     |
| 3e    | Jean-Sébastien Couloumies | Opel Manta Gr A                  | 83     | 10e |     | 8e |     | 5e  |     | 6e  | 7e  | 5e  |     |
| 4e    | Bertrand Balas            | Alfa Romeo GTV Gr N              | 78     | 7e  | 7e  | ab |     | 23e |     | 22e | 10e | 9e  | ab  |
| 5e    | Yves Loubet               | Alfa Romeo GTV Gr A              | 77     | 6e  |     |    |     | 4e  |     |     | 4e  |     | 4e  |
| 6e    | François Chatriot         | Renault 5 Turbo                  | 55     | 4e  |     | ab | 3e  |     | 3e  |     | 2e  | ab  | 3e  |
| 7e    | Jean-Luc Thérier          | Renault 5 Turbo                  | 45     |     |     | ab |     |     |     | 3e  |     | 1er | 2e  |
| 8e    | Gilbert Renoux            | Volkswagen Golf GTI Gr N         | 29     |     |     |    |     |     |     | 58e |     |     | 33e |
| 9e    | Alain Oreille             | Opel Kadett GTE Gr A             | 28     | 8e  |     |    |     | 8e  |     |     |     | 6e  |     |
| 10e   | G Guillaume               | Volkswagen Golf Gr N             | 27     |     |     |    |     |     |     | 53e |     |     | 52e |

### Autres championnats/coupes sur asphaltes
Championnat de France des rallyes 2e Division : 
1er  Michel Teilhol sur Porsche 911